# 宗意
宗意（1世纪—90年），字伯志，南阳郡安众县（今河南省邓州市东北）人，东汉官员。宗均族子。
父亲宗京，教授《大夏侯尚书》，官至辽东郡太守。宗意少年时传父业，明习《大夏侯尚书》。汉明帝时举孝廉，以召对称旨，擢拜阿阳侯相。建初年间，征为尚书。
汉章帝性情宽仁，而亲亲之恩笃，故叔父济南王刘康、中山王刘焉每次入朝，都特加恩宠，西平王刘羡等六王这些弟弟们都留在京师，不让他们就国。宗意以为人臣逾礼，上疏劝谏。汉章帝采纳。
章和二年（88年），鲜卑击破北匈奴，已经附汉的南匈奴单于乘此请兵北伐北匈奴，讓他們归还旧庭。当时窦太后临朝，想要听从。宗意上疏反对，认为北伐匈奴，南匈奴北归，鲜卑就不能像以前一樣再搶略北匈奴的物資，以及斬殺北匈奴人向漢朝庭獲得賞賜，必定會成為邊患，又牵扯汉朝的精力和物力，既然北匈奴已退到西邊，又求歸附，不如接受北匈奴歸附，令他們也幫我們抵擋外族入侵。最後竇太后沒理會，幾個月後北伐匈奴，其後又多次北伐到北匈奴被滅，竇憲因要已投降的北匈奴首領效命自己，也沒有讓南单于北徙，導致漠北地區被鮮卑佔領，最後果如宗意所言，成為東漢邊患。
转任司隶校尉。永元初年，大将军窦宪兄弟专权，步兵校尉邓叠、河南尹王调、故蜀郡太守廉范等群党，出入窦宪之门，放纵横行。宗意不畏权豪，数纠举窦宪一党不法。永元二年（90年），宗意病卒。其孙宗俱，汉灵帝时为司空。